# Gustav Reinhold

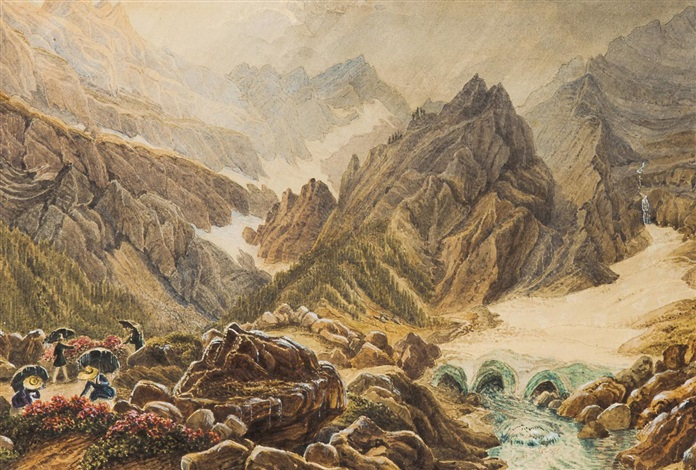
Alpenlandschaft

Gustav Reinhold (* 22. Januar 1798 in Gera; † 5. November 1849 in Königssee bei Berchtesgaden) war ein deutscher Maler.

## Leben
Reinhold war der jüngste Sohn des Malers Johann Friedrich Leberecht Reinhold. Er war zuerst als Tischler in Berlin tätig und zog 1820 nach Wien, wo er unter dem Einfluss seines Bruders Friedrich Philipp Reinhold als Maler tätig wurde. 1824 bis 1827 studierte er an der Wiener Kunstakademie. Seit etwa 1835 lebte er in Berchtesgaden, wo er hauptsächlich Landschaftsbilder malte.
Werke (Auswahl)
- 1840: Touristen auf des Spitze des Watzmann (Aquarell, Blick auf den hohen Göll)[2]
- 1841: Hochgebirgslandschaft (Almwiese mit Bauern und Bäuerinnen sowie zwei Kühen)[3]
- Abendstimmung, nicht datiert[4]